# Alpinarium

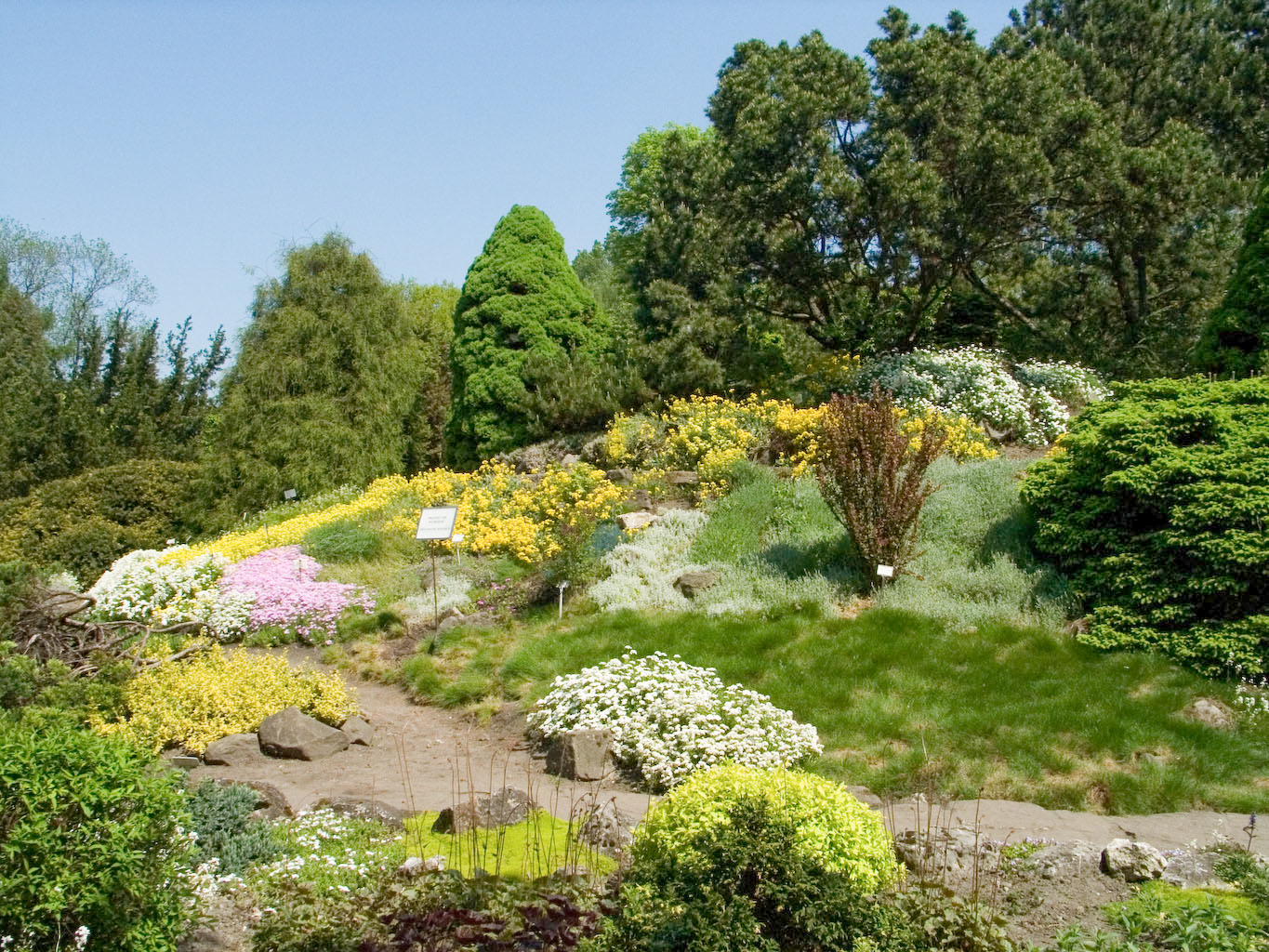
Alpinarium w krakowskim Ogrodzie Botanicznym

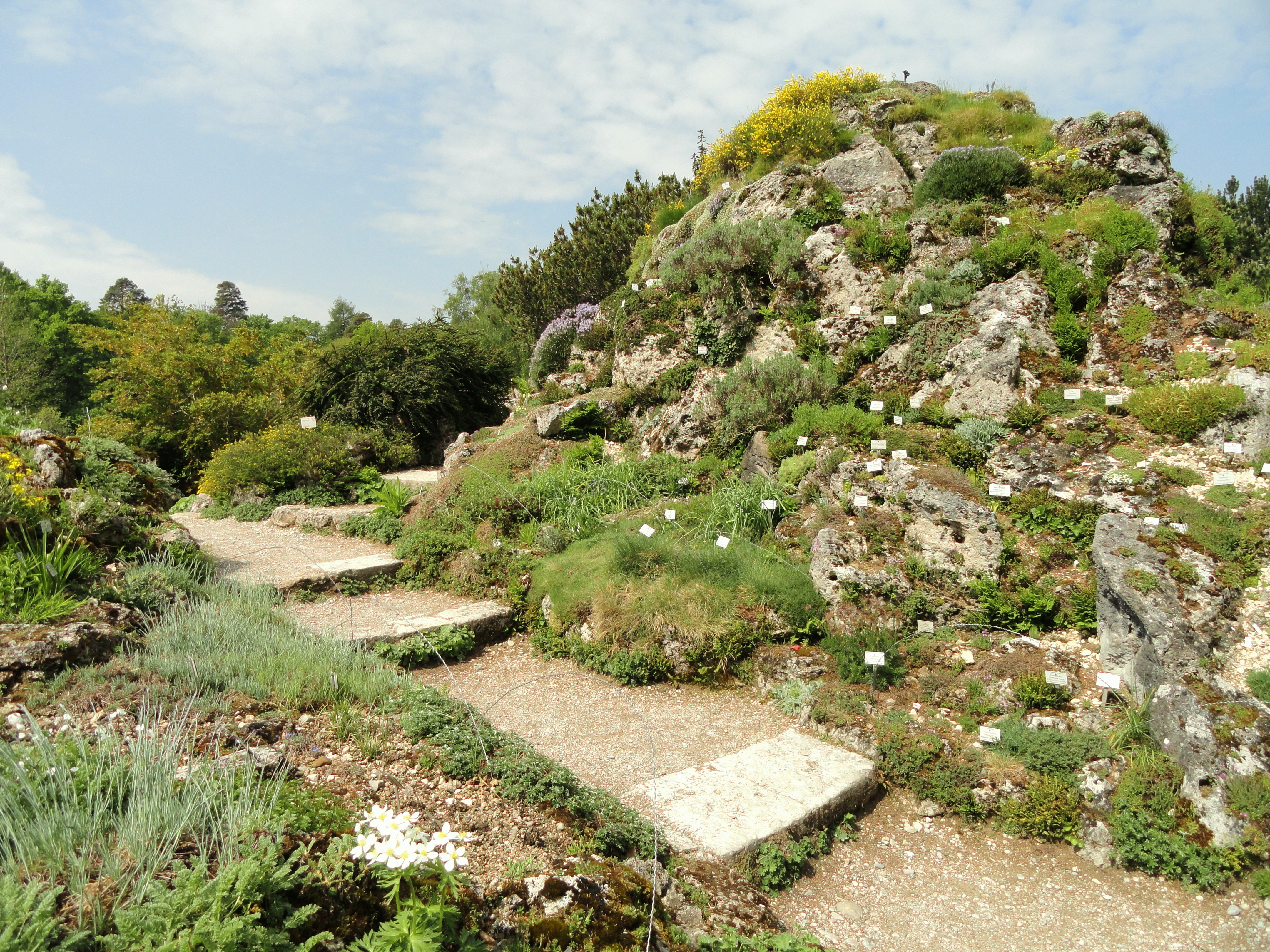
Alpinarium w ogrodzie botanicznym w Monachium

Alpinarium – ogród zbudowany ze skał, kamieni i ziemi, w którym odtwarzane jest górskie środowisko naturalne z roślinami wysokogórskimi, czasem także arktycznymi, które mają podobne wymagania. Alpinaria stanowią działy ekologiczne wielu ogrodów botanicznych i różnią się od ogrodów skalnych tym, że naśladują warunkami siedliskowymi i składem gatunkowym odpowiednio górskie lub arktyczne układy roślinności. W ogrodach skalnych uprawia się w celach dekoracyjnych różnorodne rośliny ozdobne.